# Bukova Gora
Bukova Gora är ett samhälle i Bosnien och Hercegovina.   Det ligger i entiteten Federationen Bosnien och Hercegovina, i den sydvästra delen av landet, 110 km väster om huvudstaden Sarajevo. Bukova Gora ligger 719 meter över havet och antalet invånare är 319. Det ligger vid sjön Buško Jezero.
Terrängen runt Bukova Gora är lite kuperad.Närmaste större samhälle är Tomislavgrad, 16,6 km nordost om Bukova Gora. 
Omgivningarna runt Bukova Gora är en mosaik av jordbruksmark och naturlig växtlighet. Runt Bukova Gora är det ganska tätbefolkat, med 93 invånare per kvadratkilometer.